# Religioni in Lettonia
Il cristianesimo è la religione più diffusa in Lettonia. I cristiani sono stimati fra il 70% e l'80% della popolazione, ma è difficile quantificare una percentuale precisa: i censimenti infatti non registrano l'affiliazione religiosa e le statistiche sulla consistenza dei gruppi religiosi non sono accurate e variano a seconda delle fonti. Secondo stime dell'Association of Religion Data Archives (ARDA) riferite al 2015, i cristiani rappresentano circa il 74% della popolazione e sono in maggioranza protestanti; lo 0,5% della popolazione segue altre religioni, il 21,5% circa della popolazione non segue alcuna religione e il restante 4% della popolazione non dichiara la propria affiliazione religiosa. Statistiche del 2017 danno i cristiani al 76,4% della popolazione e coloro che seguono altre religioni allo 0,1% della popolazione, mentre il 23,5% della popolazione non segue alcuna religione o non specifica la propria fede religiosa.
La costituzione stabilisce la separazione fra stato e religioni e riconosce la libertà religiosa, che può essere limitata solo per salvaguardare l'ordine pubblico, la salute pubblica e la moralità dei cittadini. La legge riconosce otto organizzazioni religiose come tradizionali, cioè il cattolicesimo, quattro denominazioni protestanti, due denominazioni ortodosse e l'ebraismo. Le religioni tradizionali hanno privilegi negati alle altre organizzazioni, come quello di celebrare matrimoni riconosciuti a fini civili. Tutte le altre organizzazioni religiose devono registrarsi con il Ministero dell'Interno per potere godere di agevolazioni fiscali, ricevere fondi governativi per costruire edifici di culto, possedere proprietà, gestire conti in banca, gestire transazioni finanziarie, esercitare attività religiose in ospedali, prigioni e unità delle Forze armate. Le organizzazioni non registrate possono esercitare liberamente il culto nelle loro chiese, ma non possono godere dei benefici delle associazioni registrate. Nelle scuole pubbliche è previsto l'insegnamento della religione: i corsi possono riguardare solo le religioni riconosciute come tradizionali e vengono attivati se c'è una richiesta da parte di almeno dieci studenti. Le altre organizzazioni religiose registrate possono tenere corsi di religione solo nelle scuole private.

## Religioni presenti

### Cristianesimo
Secondo stime dell'ARDA del 2015, i protestanti rappresentano circa il 31,3% della popolazione, i cattolici circa il 22,4% della popolazione, gli ortodossi circa il 20% della popolazione e i cristiani di altra denominazione circa lo 0,3% della popolazione.  Secondo statistiche del 2017, i protestanti rappresentano il 37,7% della popolazione e sono in maggioranza luterani (il 36,2% della popolazione), i cattolici il 19,5%, gli ortodossi il 19,1% e i cristiani di altre denominazioni circa lo 0,1% della popolazione.
La maggiore denominazione protestante è la Chiesa di Lettonia, che aderisce alla Federazione luterana mondiale. Sono inoltre presenti battisti, pentecostali, avventisti del settimo giorno, metodisti, un piccolo gruppo di calvinisti (rappresentato dalla Chiesa riformata in Lettonia) e altri gruppi evangelicali. I gruppi protestanti riconosciuti come religioni tradizionali sono i luterani, i battisti, i metodisti e gli avventisti del settimo giorno.
La Chiesa cattolica è presente in Lettonia con una sede metropolitana (l'Arcidiocesi di Riga), da cui dipendono tre diocesi suffraganee).
La Chiesa ortodossa è presente in Lettonia principalmente dalla Chiesa ortodossa lettone; è presente anche un consistente gruppo di seguaci della Chiesa ortodossa dei Vecchi credenti. Entrambe le organizzazioni sono riconosciute come religioni tradizionali.
Fra i cristiani di altre denominazioni, sono presenti i Testimoni di Geova, la Chiesa di Gesù Cristo dei Santi degli Ultimi Giorni (i Mormoni) e la Chiesa neo-apostolica.

### Altre religioni
La maggiore religione non cristiana in Lettonia è l'ebraismo, seguito dall'islam. Sono presenti anche piccoli gruppi che seguono il buddhismo, l'induismo la religione bahai e il neopaganesimo baltico.